# HD69997
HD69997 — хімічно пекулярна зоря спектрального класу A8, що має видиму зоряну величину в смузі V приблизно  6,3.
Вона  розташована на відстані близько 353,0 світлових років від Сонця.

## Фізичні характеристики
Зоря HD69997 обертається 
порівняно повільно 
навколо своєї осі. Проєкція її екваторіальної швидкості на промінь зору становить  Vsin(i)= 33км/сек.